# Craugastor inachus
Craugastor inachus es una especie de Anura de la familia Craugastoridae, género Craugastor. Es endémico de Guatemala.
La especie está amenazada por la pérdida y fragmentación de hábitat.

## Distribución y hábitat
Su área de distribución incluye las laderas de la cuenca del Salamá y del Motagua en el centro y oriente de Guatemala. 
Su hábitat natural se compone de la franja a lo largo de los cursos de agua en zonas de bosque seco premontano. Su rango altitudinal se encuentra entre 500 y 1400 m s. n. m.